# استپان آلیخانیان
استپان آلیخانیان (ارمنی: Ստեփան Ալիխանյան؛  زادهٔ ۱۹۱۰ - درگذشته ۲۶ مارس ۱۹۷۲) بازیگر، کارگردان اهل ارمنستان بود. وی بین سال‌های - تا - میلادی فعالیت می‌کرد.

## زندگی‌نامه
وی در ۱۹۱۰ در تفلیس به دنیا آمد و از استودیو دراماتیک تئاتر ارمنی تفلیس فارغ‌التحصیل گشت. وی در تئاتر دولتی تفلیس، تئاتر مخاطبان نوجوان تفلیس، تئاتر عروسکی لنیناکان فعالیت می‌کرد.همچنین برندهٔ جوایزی همچون هنرمند شایسته ارمنستان شوروی شده‌است. وی در ۲۶ مارس ۱۹۷۲ در سن ۶۲ سالگی در لنیناکان درگذشت.